# Af Elskovs Naade
Af Elskovs Naade er en stumfilm fra 1914 instrueret af August Blom efter manuskript af Albert Varner.